# Lieven Bauwens (politicus)
Lieven Bauwens (Kortrijk, 7 maart 1942) was Belgisch volksvertegenwoordiger en arts.

## Levensloop
Bauwens trouwde met Lutgardis Thys. Hij groeide op in een klassiek flamingantische familie en nam al op jonge leeftijd deel aan de IJzerbedevaart. Ook was hij actief als leider in de jeugdbeweging KSA in Nederbrakel.
Hij volgde klassieke humaniora aan het Onze-Lieve-Vrouw-College van Oudenaarde en studeerde vervolgens van 1961 tot 1968 geneeskunde aan de Katholieke Universiteit Leuven. Hij vestigde zich als huisarts in Brakel, een beroep dat hij uitoefende tot in 2009. In zijn studententijd was hij lid van het Katholiek Vlaams Hoogstudentenverbond.
Voor de Volksunie werd hij in 1977 verkozen tot volksvertegenwoordiger in het arrondissement Oudenaarde. Bij de verkiezingen van december 1978 werd hij niet herkozen. In de periode mei 1977-december 1978 had hij als gevolg van het toen bestaande dubbelmandaat ook zitting in de Cultuurraad voor de Nederlandse Cultuurgemeenschap, die op 7 december 1971 werd geïnstalleerd en de verre voorloper is van het Vlaams Parlement.
Begin jaren 1980 stichtte Lieven Bauwens de Volksunie-afdeling van Brakel en was er van 1982 tot 2000 gemeenteraadslid. In oktober 2012 werd hij voor de N-VA opnieuw verkozen tot gemeenteraadslid. Bij de gemeenteraadsverkiezingen van 2018 werd hij niet herkozen.